# Zopowy
Zopowy (německy Soppau, česky Žopovy) je ves v jižním Polsku, v Opolském vojvodství, v okrese Hlubčice, v gmině Hlubčice.

## Geografie
Ves leží v Opavské pahorkatině na řece Troji na úpatí jihovýchodní části Zlatohorské vrchoviny pod kopcem Huhlberg.

## Příroda
Ves se nachází v přírodním parku (polsky obszar chronionego krajobrazu) Rajón Mokre - Lewice.

## Památky

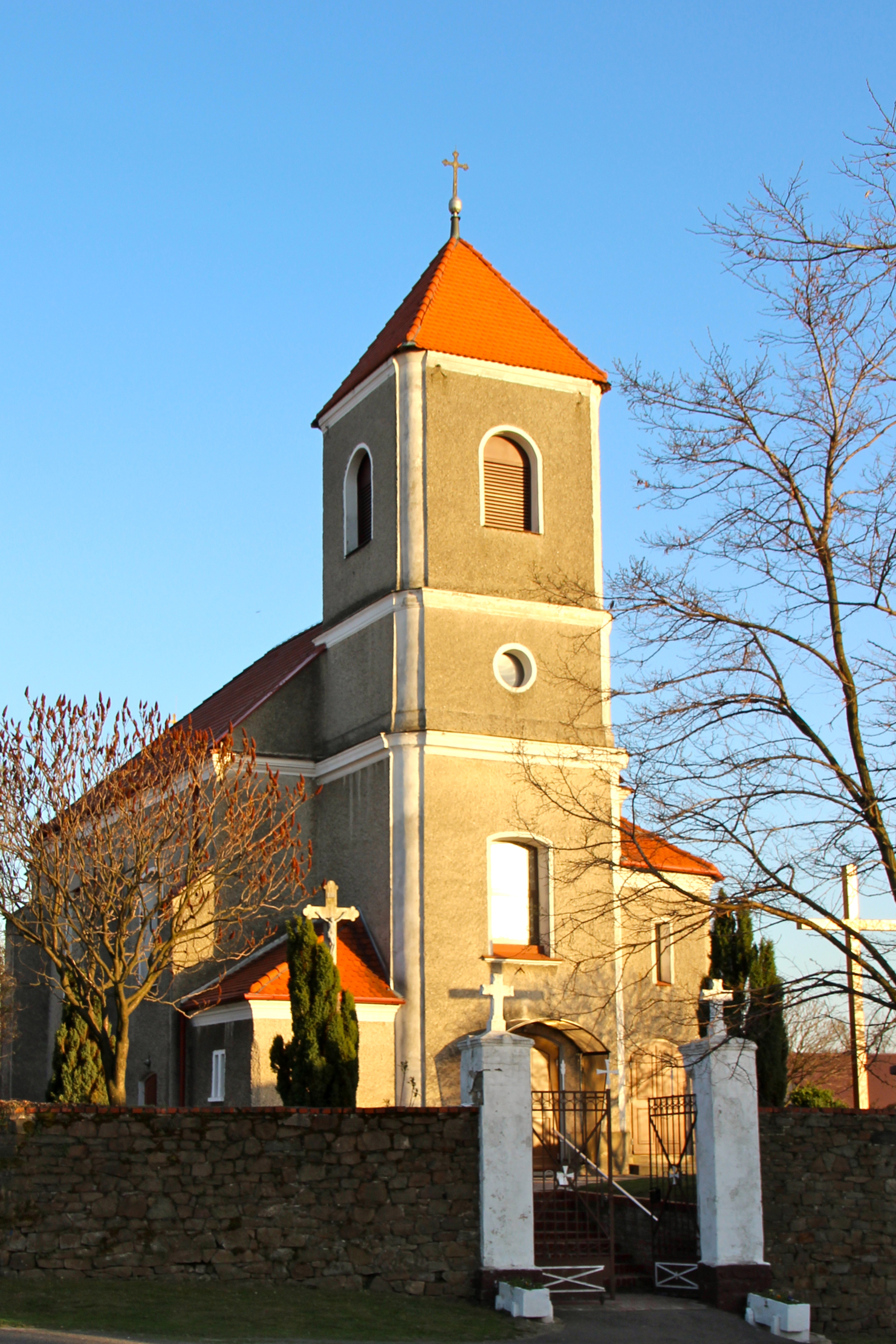
kostel (2012)

- kostel svatého Michaela Archanděla (dříve sv. Mikuláše)
- dvůr z roku 1760

## Ekonomika
Ve vsi (ves je díky poloze na rozhraní pahorků a roviny pověstná silnými větry) se nachází Větrný park Zopowy s větrníky.,